# 파리 스피넬리

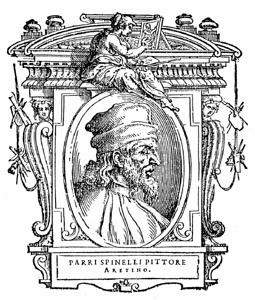
조르조 바사리의 《미술가 열전》에 묘사된 파리 스피넬리의 초상화, 1568년

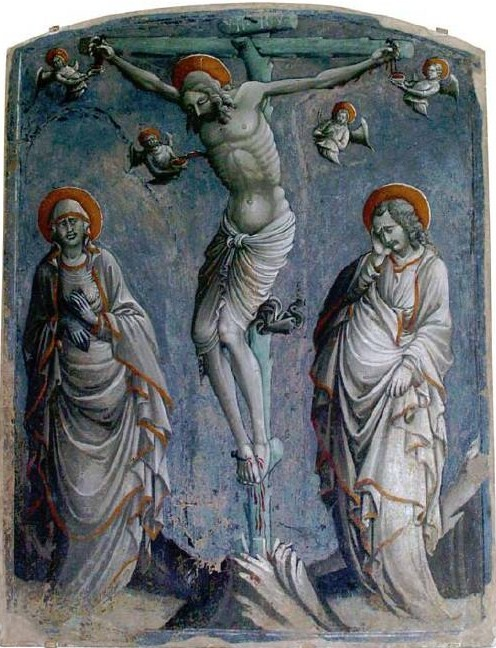
《그리스도와 성모 마리아, 성 요한이 있는 십자가 위의 그리스도》, 1445년작, 파리 스피넬리

파리 스피넬리(이탈리아어: Parri Spinelli, 1387년경~1453년)는 초기 르네상스 시대의 이탈리아(토스카나주) 화가로, 아레초도에서 태어났다. 그의 아버지이자 스승은 토스카나 전역에서 활동했던 스피넬로 아레티노(Spinello Aretino, 1350~1410)였다. 파리 스피넬리는 1411년 또는 1412년부터 1419년까지 피렌체에 거주하며 로렌초 기베르티의 공방에서 활동했다. 이후 아레초로 돌아온 그는 지역에서 가장 중요한 화가로 자리 잡았다. 스피넬리는 1453년 아레초 주에서 사망했다. 그의 작품은 대담한 색채와, 선배 화가들에 비해 더욱 길게 늘씬한 인물 표현으로 유명하다.

## 참고 문헌
- 세계 미술 백과사전, 뉴욕, 맥그로힐, 1959–1987.
- 사이렌, 오스발드, '파리 스피넬리의 사진', 버링턴 매거진, 49권, 282호(1926년 9월), pp. 117–25쪽.
- Vasari, Giorgio, Le Vite delle più eccellentipittori, scultori, ed architettori, 다양한 판 및 번역.
- 주커, 마크 J., 파리 스피넬리의 잃어버린 성모 영보와 14~15세기의 다른 아레티노 성모 영보, The Art Bulletin, 제57권, 2호(1975년 6월), pp. 186–95.